# Lepidophthalmus turnerana
Il gambero fantasma del Camerun (Lepidophthalmus turnerana)  è un crostaceo decapode marino appartenente alla famiglia Callianassidae.

## Distribuzione e habitat
Questa specie è diffusa nelle acque costiere dell'Africa occidentale, principalmente nel golfo di Guinea. Può penetrare in acque dolci e salmastre di estuari e lagune.

## Descrizione
Raggiunge i 14,5 cm da adulto, il rostro ha 3 o 5 denti, che possono mancare nei giovani. C'è dimorfismo sessuale nelle chele, che nelle femmine presentano una profonda depressione a forma di mezzaluna, assente negli individui maschili.

## Nome
Il Camerun prende il nome da questo crostaceo visto che i portoghesi denominarono Rio dos Camarãos (fiume dei gamberetti) il fiume Wouri che scorre in questa zona e da cui il paese africano ha preso il nome.